# 泉佐野市立第三小学校
泉佐野市立第三小学校（いずみさのしりつ だいさんしょうがっこう）は、大阪府泉佐野市旭町にある公立小学校。

## 沿革
- 1951年（昭和26年）4月1日 - 泉佐野市立第二小学校から分離して開校。

## 通学区域
- 新町、春日町、旭町、湊[1]

※卒業後は基本的に泉佐野市立佐野中学校に進学する。